# Olympische Sommerspiele 1936/Teilnehmer (Neuseeland)
| Gelbes Symbol für Goldmedaillen mit stilisierten Olympischen Ringen | Graues Symbol für Silbermedaillen mit stilisierten Olympischen Ringen | Braundes Symbol für Bronzemedaillen mit stilisierten Olympischen Ringen |
| ------------------------------------------------------------------- | --------------------------------------------------------------------- | ----------------------------------------------------------------------- |
| 1                                                                   | —                                                                     | —                                                                       |

Neuseeland nahm bei den XI. Olympischen Sommerspielen 1936 in Berlin mit einer Delegation von sieben Athleten teil.
| Boxen          | Clarrie Gordon    | Federgewicht                 | 16   | in der 1. Runde ausgeschieden  |
| Boxen          | Norman Fisher     | Leichtgewicht                | 9    | in der 2. Runde ausgeschieden  |
| Boxen          | Thomas Arbuthnott | Weltergewicht                | 9    | in der 2. Runde ausgeschieden  |
| Leichtathletik | Pat Boot          | 800 m                        | -    | im Halbfinale ausgeschieden    |
| Leichtathletik | Jack Lovelock     | 1500 m                       | Gold |                                |
| Leichtathletik | Cecil Matthews    | 5000 m                       | -    | in den Vorläufen ausgeschieden |
| Radsport       | George Giles      | Bahn Sprint                  | -    | in der 2. Runde ausgeschieden  |
| Radsport       | George Giles      | Straße Einzel                | -    | Aufgabe                        |
| Radsport       | George Giles      | Einzelzeitfahren, 1000 Meter | 8    |                                |